# منتخب تايلاند لكأس فيد
منتخب تايلاند لكأس فيد هو ممثل تايلاند الرسمي في كرة المضرب في كأس فيد. تأسس في 1976.